# 北京航空航天大学出版社
北京航空航天大学出版社于1985年2月24日建立，是北京航空航天大学的校办企业。

## 历史
主管部门为国防科学技术工业委员会，主办单位为北京航空航天大学，属中央一级出版社。ISBN代码7-81012、7-81077。拥有《单片机与嵌入式系统应用》杂志社。